# Code Chappe
Le code Chappe, est un code permettant de transmettre un texte à l’aide des éléments mobiles du Télégraphe Chappe. 
Souvent attribué à Claude Chappe, sa paternité appartient en réalité à Claude Chappe, Léon Delauney et Mathieu Xavier Durant.
Inventé en 1791 pour la télégraphie, ce codage assigne à chaque mot, ou groupe de mots une combinaison unique de signaux intermittents. 

## Histoire
Léon Delauney assiste à Brûlon aux premières expériences du télégraphe des frères Chappe, dont il est cousin. Claude Chappe réalisa sa première expérience publique de communication à distance entre Parcé-sur-Sarthe et Brûlon le 2 mars 1791. L'expérience consista à placer deux cadrans mobiles dotés d'aiguilles et de chiffres, appelés tachygraphes, installés respectivement dans son village natal de Brûlon, distant de 14 km, et le village de Parcé. L'expérience, qui consistait à envoyer un message dans chaque sens, fut réussie et authentifiée par un compte rendu officiel. Claude Chappe put, avec ces preuves de fonctionnement, se rendre à Paris pour promouvoir son invention.
Il aide par ses compétences linguistiques ces derniers dans la composition de la langue télégraphique. 
Le code d'origine développé avec l'aide de Léon Delauney en 1791 se composait d'un livre de code de 9 999 entrées ; chaque mot étant représenté par un nombre. Léon Delauney compose le vocabulaire ou chiffrage[source insuffisante] qui devait s'appliquer au télégraphe aérien jusqu'en 1795.
Sa méthode nécessitait pour transmettre un mot d'un à quatre signaux, et pour plus de 90 % des mots, il en fallait toujours quatre avec en plus, avant et après chaque mot, la nécessité de donner un signal indicatif. La proportion de six devenait trop importante et ralentissait la communication.

### Détails de la communication

#### Signaux télégraphiques

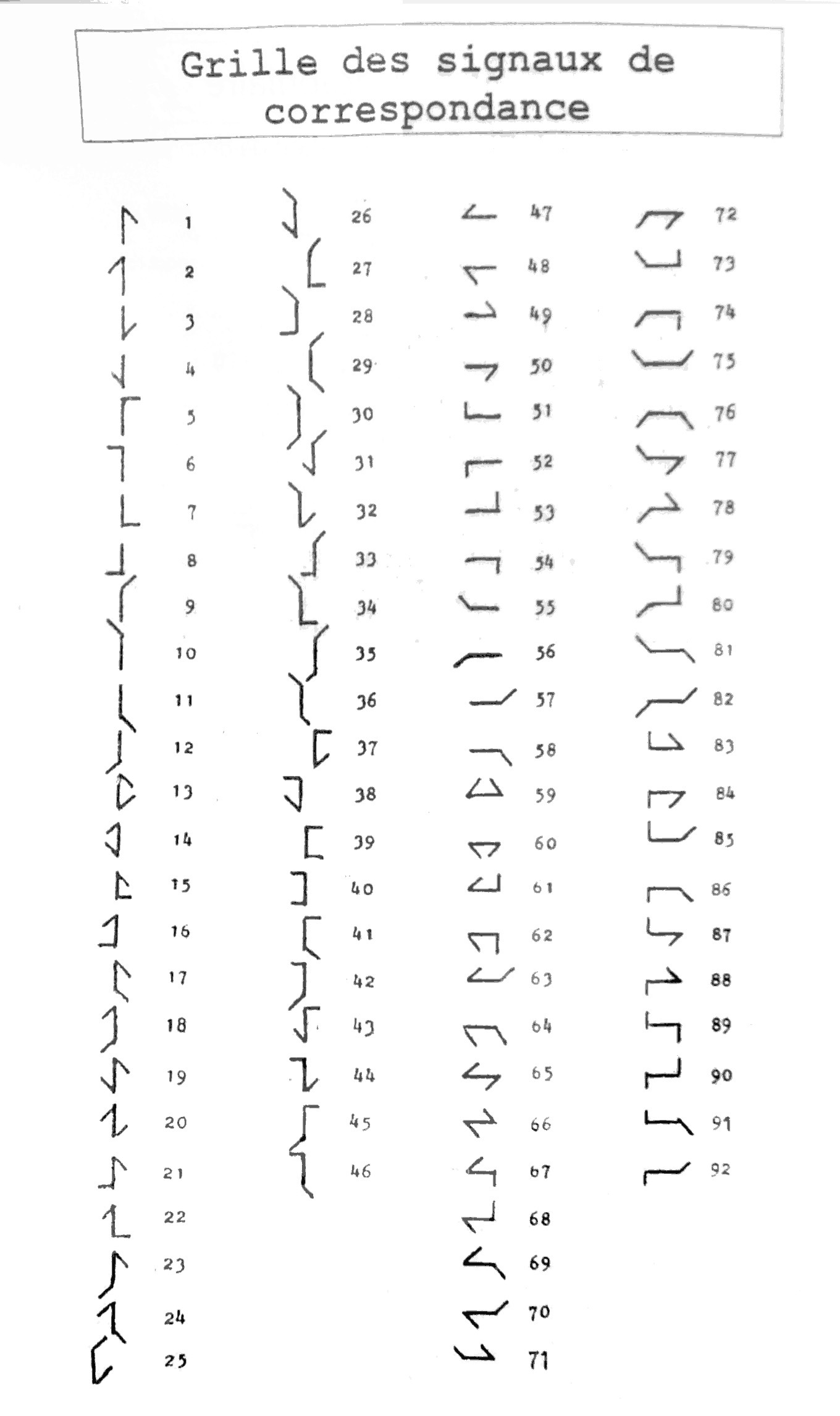
Liste des signaux. Document disponible au musée de Saint-Marcan.

On distingue les signaux de correspondance et les signaux de régulation et de service.
- Les signaux de correspondance utilisent une position horizontale ou verticale du régulateur. De plus, la position oblique gauche du régulateur est utilisée pendant la composition des signaux de correspondance.
- Les signaux de régulation (urgence du message, absence, problème divers, brouillard…) utilisent uniquement la position oblique droite du régulateur.

Les signaux sont valides quand les petites ailes noires nommées indicateurs sont :
- repliées sur le régulateur ;
- ou forment un angle à 45° ou 90° avec le régulateur.

La position dans le prolongement du régulateur n'est mécaniquement pas possible. Elle a été abandonnée pour éviter confusion et ambiguïté avec la position repliée sur le régulateur.
Chaque indicateur pouvant prendre 7 positions par rapport au régulateur, ce dernier pouvant en prendre 2, cela nous donne 98 positions possibles (=7×7×2). Positions auxquelles on retire 6 signaux de service, ce qui laisse 92 signaux de correspondance pour former le message, ce qui en utilisant 2 signaux par mot ou expression, permet d'avoir un vocabulaire de 8 464 mots (=92×92).

#### Codage
Pour qu'un message soit envoyé et reçu, il devait d'abord être codé en signaux par le directeur de la station de départ, en utilisant le code télégraphique en usage. N'était transmis qu'une suite de nombres.

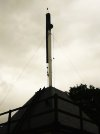
Position de sécurité.
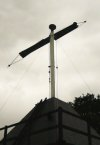
Composition d'un signal (si mouvement).
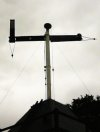
premier code.
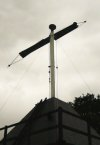
Composition d'un signal.
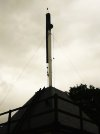
second code.
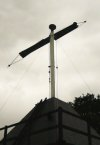
Composition du signal suivant.

#### Décodage

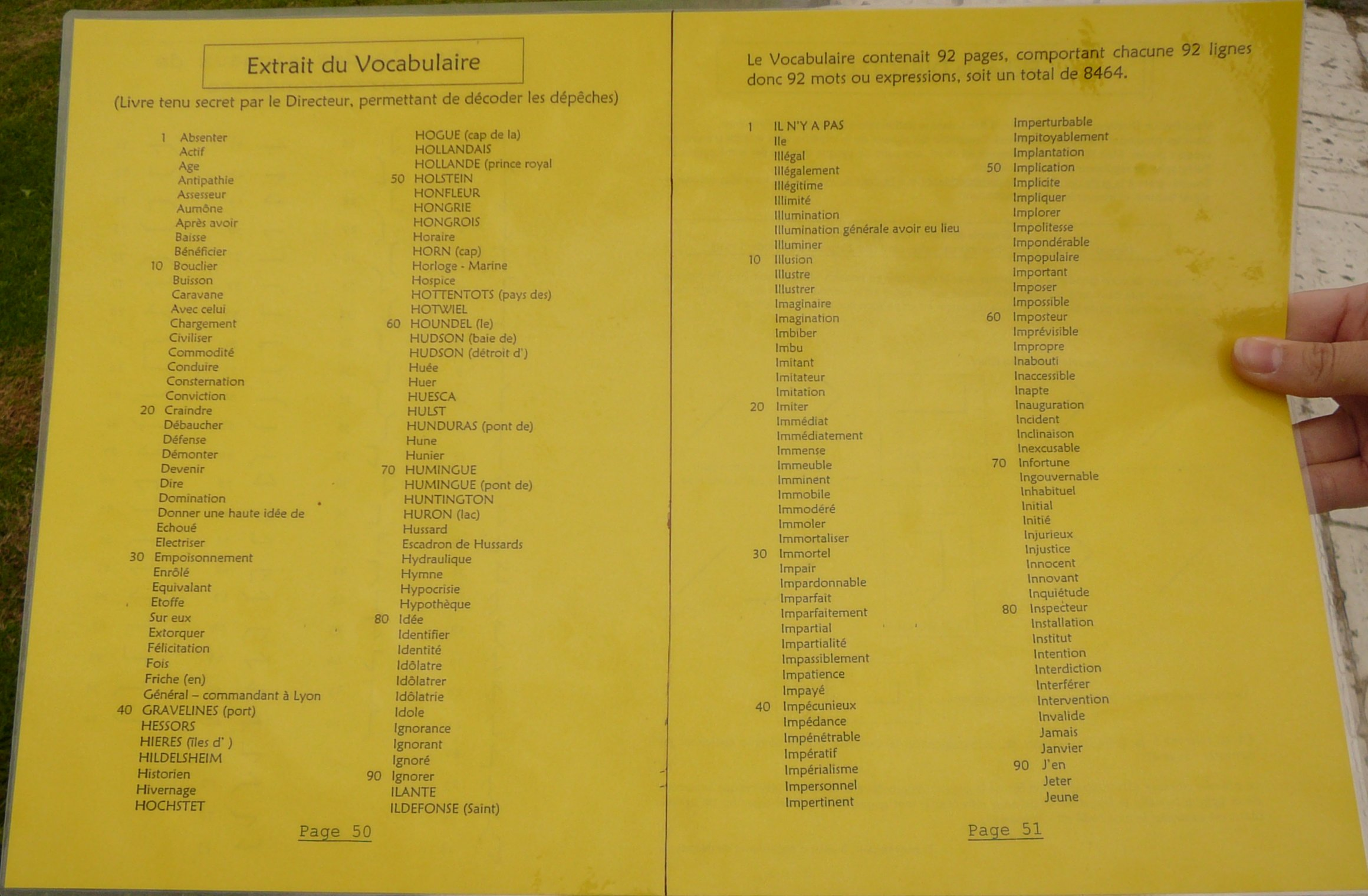
Livre des codes (extrait).

Le stationnaire de la station destinataire remettait le message en signaux télégraphique au directeur qui décodait le message à l'aide du livre de code.
Si le message à l'arrivée était incohérent, un inspecteur remontait la ligne en comparant le message codé reçu avec le registre des messages de chaque station pour déterminer où l'erreur avait été générée, ce qui permettait de retrouver le message initial et de sanctionner le stationnaire qui avait commis l'erreur.

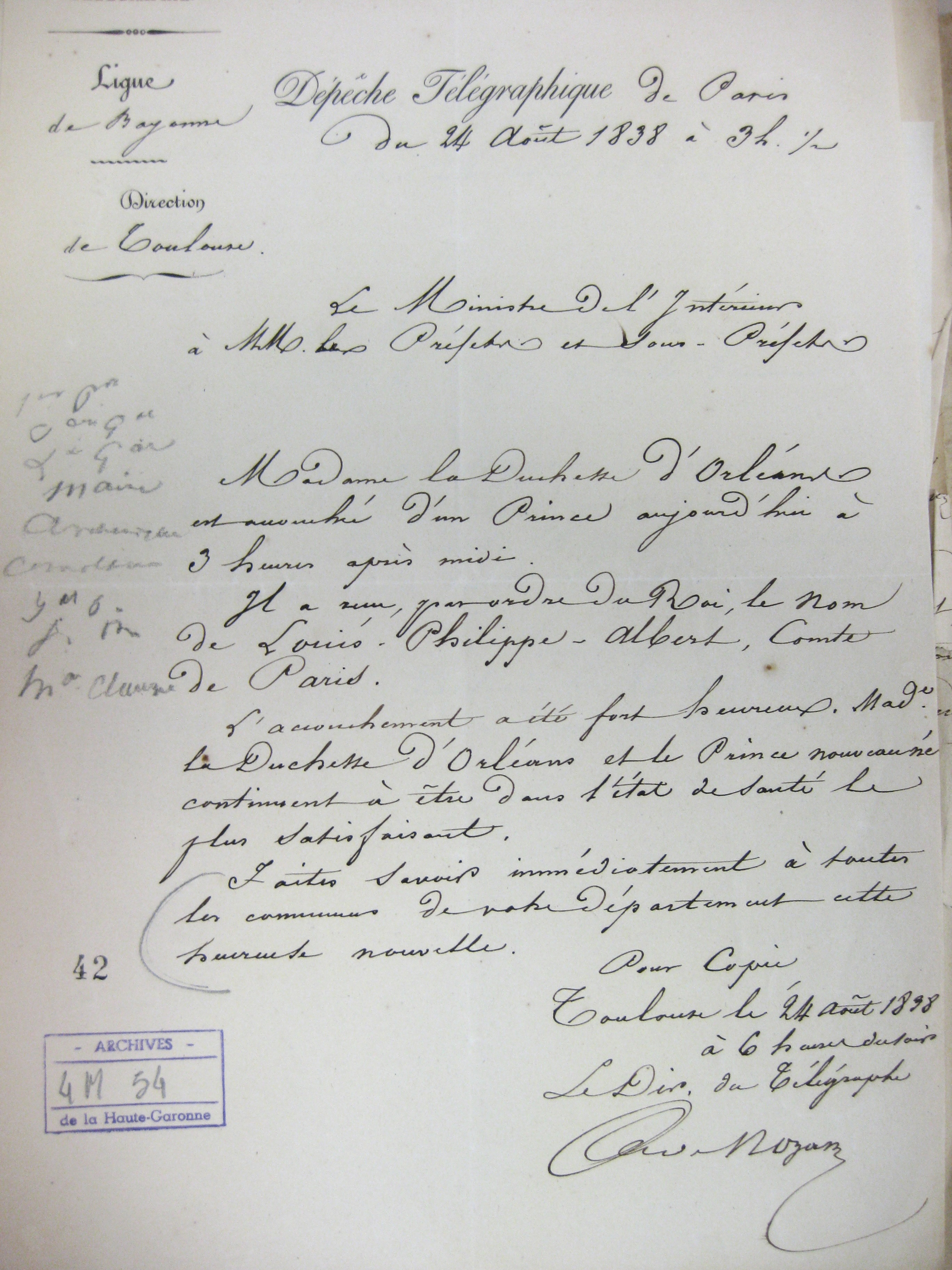
Dépêche envoyée par le télégraphe Chappe de Paris à Toulouse annonçant la naissance du Duc d'Orléans. Le message a été transmis en deux heures et demie.